# Gisela Pferdmenges
Gisela Helene Frieda Margarete Ida Pferdmenges-Gröning (* 19. März 1918 in Hamburg; † 4. April 1999 ebenda) war eine deutsche Kostümbildnerin, Malerin und Grafikerin. Zusammen mit ihrem Ehemann Karl Gröning jr. gestaltete sie in den 1950er-Jahren die farbenprächtigen Umschläge der rororo-Taschenbücher.

## Leben und Werk

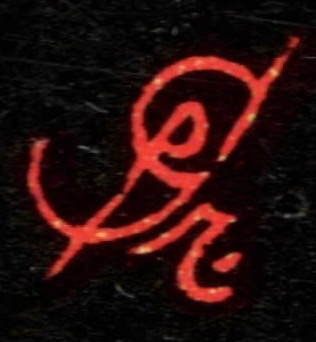
Karl Gröning jr. und Gisela Pferdmenges haben die Umschläge der ersten ca. 350 rororo-Taschenbücher gestaltet. Dies ist die – sehr stark vergrößerte – Signatur der Künstler auf dem vorderen Umschlag.

Ihre Eltern waren Dr. jur. Hans (Johannes) Pferdmenges (* 1868 in Viersen; † 1960 in Hamburg), seit 1906 verheiratet mit Ida Bohne-Pferdmenges (1875–1921).
Gisela Pferdmenges bekam nach einem dreijährigen Studium an der Meisterschule für Mode 1938 eine Anstellung als Kostümbildnerin im Deutschen Schauspielhaus Hamburg. Dort lernte sie ihren späteren Ehemann Karl Gröning jr. (1921–2003) kennen, der unter der Leitung seines Vaters Karl Gröning eine Ausbildung als Bühnenbildner absolvierte. Karl wurde 1941 zur Wehrmacht einberufen.
Gisela arbeitete während des Krieges als Kostümbildnerin in Königsberg. Am 24. Juni 1944 heiratete das Paar während eines Fronturlaubs. Nach Karls Rückkehr aus sowjetischer Kriegsgefangenschaft blieben die beiden in Hamburg und bildeten eine künstlerische Arbeitsgemeinschaft. Bis 1951 waren sie in 60 Theaterproduktionen involviert. Außerdem erstellten sie Wandbilder für die schwedische Kirche und für Repräsentationsräume von Hamburger Unternehmen.
Von 1950 bis 1959 entwarf das Ehepaar die farbigen Umschläge der Bände der rororo-Taschenbücher des Rowohlt Verlags. Die circa 350 ersten Bände dieser „ersten eigentlichen Taschenbücher der Bundesrepublik“, die sogenannten Leinenrücken, sind heute begehrte Liebhaberobjekte. „Die Titelbilder … sind bewusst bunt und oft etwas reißerisch gestaltet, damit sie den Kunden sofort ins Auge springen.“ Die Künstler Gröning und Pferdmenges signierten alle von ihnen gestalteten Umschläge unauffällig (obwohl 5 Millimeter hoch) mit den aufeinandergelegten Buchstaben Gr und P.
Auch die Ausgaben der seit 1955 erscheinenden Rowohlt-Reihe rowohlts deutsche enzyklopädie wurden von Karl Gröning jr. und Gisela Pferdmenges gestaltet. Deren Umschläge sind, obwohl ebenfalls von hohem Wiedererkennungswert, farblich wesentlich dezenter gehalten, und verwenden fremde Bildvorlagen.
Das Ehepaar Gröning-Pferdmenges hatte zwei Kinder, einer davon ist der Hamburger Maler Manuel Gröning (* 1953).